# Dark Assault
Dark Assault (в переводе с англ. — «Тёмное нападение») — третий студийный альбом немецкой пауэр-метал-группы Iron Savior, выпущенный 6 марта 2001 года.
Песни данного альбома продолжают научно-фантастический рассказ о корабле «Железный спаситель». Всего в него вошло одиннадцать новых песен и три кавера.
У песни «After the War» существует другая версия, выпущенная группой Masterplan в альбоме Aeronautics в 2005 году. Это вызвано тем, что она была написана Питом Силком совместно с Яном-Сорен Эккертом, который позднее перешёл в Masterplan. В отличие от оригинальной песни, в которой поётся о возвращении солдата с войны, в версии Masterplan «After this War» текст имеет отношение к расставанию с девушкой.

## Список композиций
| №   | Название                                    | Автор(ы)                                  | Длительность |
| --- | ------------------------------------------- | ----------------------------------------- | ------------ |
| 1.  | «Never Say Die»                             | Пит Силк                                  | 5:32         |
| 2.  | «Seek and Destroy»                          | Пит Силк                                  | 3:45         |
| 3.  | «Solar Wings»                               | Пит Силк, Кай Хансен                      | 4:33         |
| 4.  | «I've Been to Hell»                         | Пит Силк, Ян-Сорен Эккерт                 | 4:04         |
| 5.  | «Dragons Rising»                            | Пит Силк                                  | 6:24         |
| 6.  | «Predators»                                 | Пит Силк                                  | 3:54         |
| 7.  | «Made of Metal»                             | Пит Силк                                  | 6:57         |
| 8.  | «Firing the Guns»                           | Пит Силк, Ян-Сорен Эккерт                 | 4:42         |
| 9.  | «Eye of the World»                          | Пит Силк                                  | 5:18         |
| 10. | «Back into the Light»                       | Пит Силк                                  | 5:51         |
| 11. | «After the War»                             | Пит Силк, Ян-Сорен Эккерт                 | 6:18         |
| 12. | «Delivering the Goods» (кавер Judas Priest) | Гленн Типтон, Роб Хэлфорд, Кеннет Даунинг | 4:01         |

| №                   | Название                                          | Автор(ы)                                                 | Длительность |
| ------------------- | ------------------------------------------------- | -------------------------------------------------------- | ------------ |
| 13.                 | «Headhunter» (кавер Krokus)                       | Бутч Стоун, Крис фон Рор, Фернандо фон Арб, Марк Сторейс | 4:18         |
| 14.                 | «The Hellion / Electric Eye» (кавер Judas Priest) | Гленн Типтон, Роб Хэлфорд, Кеннет Даунинг                | 4:17         |
| Общая длительность: | Общая длительность:                               | Общая длительность:                                      | 69:54        |

## Участники записи

### Iron Savior
- Пит Силк — вокал, гитара
- Кай Хансен — гитара, бэк-вокал, вокал в песне «Solar Wings»
- Йоахим Кестнер — гитара, бэк-вокал
- Андреас Кук — электронная клавиатура, бэк-вокал
- Ян-Сорен Эккерт — бас, бэк-вокал, дополнительный вокал в песне «After the War»
- Томас Нак — ударные

### Производство
- Пит Силк — музыкальный продюсер, звукорежиссёр, сведение
- Кай Хансен — дополнительное сведение в песне «Solar Wings», вокальное сведение в песнях «Made of Metal» и «Back into the Light»
- Хольгер Дресс — дизайн обложки
- Марен Кампи — дизайн буклета
- Джо Киртчер — фотографии